# Flash Delirium
Flash Delirium è una canzone del duo statunitense MGMT, pubblicato il 23 marzo 2010 come primo e unico estratto dal secondo album in studio Congratulations e reso disponibile sul sito ufficiale del gruppo.

## La canzone
Il gruppo ha insistito a precisare che non ci sarebbero stati singoli estratti dall'album, infatti il brano è stato reso disponibile come download digitale nell'iTunes Store il 24 marzo 2010.

## Curiosità
La canzone fu inserita nella playlist del gioco Fifa 11